# Last Hustle in Brooklyn

Last Hustle in Brooklyn est un film américain réalisé par Spike Lee en 1977.

## Fiche technique
- Réalisation : Spike Lee
- Pays :  États-Unis
- Année de production : 1977
- Genre : Court-métrage
- Tourné en Couleur
- Format du son : Mono
- Format de projection : 1. 66
- Format de production : 16 mm

## Autour du film
- Premier film de Spike Lee, alors âgé de vingt ans.